# 虹彩鸚嘴魚
虹彩鸚嘴魚，為輻鰭魚綱鱸形目隆頭魚亞目鸚哥魚科的其中一種，分布於西大西洋區，從美國佛羅里達州至阿根廷海域，棲息深度3-25公尺，本魚體延長而略側扁，頭部輪廓呈平滑的弧型，整體呈綠褐色，魚鰭呈暗橙色，舌頭呈綠色，牙板是藍綠色，背鰭硬棘9枚、背鰭軟條10枚、臀鰭硬棘3枚、臀鰭軟條9枚，體長可達120公分，體重可達20公斤，棲息在珊瑚礁海域，可做為食用魚及觀賞魚，因過度捕撈及棲地破壞受到威脅，有雪卡魚中毒報告。